# 1523
1523 (MDXXIII) a fost un an comun al calendarului iulian, care a început într-o zi de joi.

## Evenimente
- Atestarea documentară a satului Puhăceni, raionul Anenii Noi (R. Moldova).
- Înăbușirea de către domnul Moldovei, Ștefăniță, a complotului boieresc.

## Nașteri
- 18 octombrie: Anna Jagiello regină a Poloniei (d. 1596)
- dată necunoscută: Gabriele Falloppio  (d. 1562)
- 5 iunie: Margareta, Ducesă de Savoia  (d. 1574)
- dată necunoscută: Prințul Abdullah  (d. 1526)

## Decese
- 14 septembrie: Papa Adrian al VI-lea  (n. 1459)
- dată necunoscută: Pietro Perugino pictor italian (n. 1448)
- 29 august: Ulrich von Hutten  (n. 1488)
- 16 octombrie: Luca Signorelli pictor italian (n. 1450)
- 16 decembrie: Bernardino López de Carvajal  (n. 1456)
- 25 aprilie: Luca Arbore boier, diplomat și om de stat moldovean din a doua jumătate a secolului al XV-lea și începutul secolului al XVI-lea (n. ?)